# Gimnazija Ravne na Koroškem
Gimnazija Ravne na Koroškem je gimnazija na Ravnah na Koroškem. Šola ima sedež Na gradu 4 ob grajskem parku. Sedanjo stavbo so gradili med letoma 1951 in 1954 po načrtih Otona Gasparija in jo slovesno odprli 10. oktobra.:1 Gimnazija je imela najprej začasne prostore v Gradu Ravne, leta 1953 pa se je preselila v novo zgrajeno gimnazijsko stavbo.
Poleg splošne gimnazije, je tu tudi program farmacevtski tehnik (od leta 2018), program športne gimnazije in maturitetni tečaj.

## Ravnatelji
- Franc Sušnik
- Anton Golčer
- Dragomir Benko

## Znani dijaki
- Ivo Ban – gledališki, filmski igralec
- Luka Basi, pevec
- Rok in Anej Piletić(BQL)
- Tine Urnaut, odbojkar, kapetan slovenske reprezentance
- Slavko Bobovnik – novinar
- Eva Boto – pevka zabavne glasbe
- Damir Dugonjić – plavalec
- Tina Maze – alpska smučarka
- Matjaž Pikalo – pesnik, pisatelj, igralec, glasbenik
- Drago Plešivčnik – kirurg, kulturni delavec
- Adi Smolar –  kantavtor, pesnik
- Primož Suhodolčan – otroški, mladinski pisatelj, scenarist
- Pia Zemljič – gledališka, filmska igralka

## Znani profesorji
- Janko Messner – pisatelj, pesnik, dramatik, esejist, publicist, prevajalec